# Atlas Shrugged: Part I
Atlas Shrugged: Parte I é uma adaptação para o cinema americano de 2011 da primeira parte do livro homônimo Atlas Shrugged de Ayn Rand. Depois de várias propostas e adiamentos por quase 40 anos, o investidor John Aglialoro iniciou a produção em junho de 2010. O filme foi dirigido por Paul Johansson e apresenta Taylor Schilling como Dagny Taggart e Grant Bowler como Hank Rearden.
Se a trilogia for completada, ela vai contar a história de Atlas Shrugged, que ocorre em um Estados Unidos distópico onde inovadores, de empreendedores a artistas, são levados por John Galt a entrar de greve, "parando o motor do mundo" para reafirmar a importância do livre uso da mente e do capitalismo de livre mercado.

## Narrativa
É 2016 e os Estados Unidos estão em uma depressão econômica. A escassez de petróleo resultou em um retorno das ferrovias como o modo primário de transporte. Depois de um grande acidente sobre a linha Rio Norte da ferrovia Taggart Transcontinental, o CEO James Taggart se esquiva da responsabilidade. Sua irmã Dagny Taggart, vice-presidente a cargo das operações, decide unilateralmente salvar parte da ferrovia trocando a linha envelhecida por novos trilhos feitos do experimental Metal Rearden, o qual seu inventor, Hank Rearden, garante que ele é leve e ainda assim mais forte que o aço convencional.
O político Wesley Mouch - o enviado de Rearden em Washington, D. C. - é parte de um grupo que vê os empreendedores como pessoas que devem ser domesticadas. James Taggart utiliza sua influência política para assegurar que a Taggart Transcontinental seja designada a ferrovia exclusiva para o estado do Colorado. Dagny é contratada por Ellis Wyatt, um empresário nervoso do ramo do petróleo do Colorado que se vê forçado a fazer negócios com a Taggart Transcontinental. Dagny promete a ele que ela vai fornecer o serviço que ele precisa. Dagny encontra seu amigo de infância e ex-namorado Francisco d'Anconia, que apresenta uma fachada de um playboy entediado com a busca do dinheiro. Ele revela que uma série de minas de cobre que ele construiu não valiam nada, custando a seus investidores milhões.
Rearden vive em uma casa magnífica com a esposa e o irmão que são felizes em viver sem seu próprio esforço, embora eles o desrespeitem. O presente de aniversário de Rearden para sua esposa Lillian é um bracelete feito da primeira fornalha de Metal Rearden, mas ela considera isso um espantoso símbolo de seu egoísmo. Na festa, Dagny se atreve a oferecer a Lillian uma troca do bracelete pelo seu colar de diamantes, a qual Lillian aceita.
Enquanto Dagny e Hank reconstroem a Linha Rio Norte, pessoas talentosas largam seus empregos e se recusam a aceitar quaisquer termos para continuar trabalhando. Entretanto, Dr. Robert Stadler do Instituto de Ciência Estatal divulga um relatório dizendo que o Metal Rearden é perigoso. As ações da Taggart Transcontinental despencam por causa do seu uso do Metal Rearden, e Dagny, numa manobra empresarial, deixa a Taggart Transcontinental temporariamente e cria sua própria empresa para terminar a Linha Rio Norte. Ela renomeia a linha para Linha John Galt depois da frase "Quem é John Galt?" se tornou um meme para qualquer questão para qual é inútil procurar uma resposta.
Uma nova lei força Rearden a vender a maior parte dos seus negócios, mas ele mantém a Rearden Steel para o bem do seu metal e para terminar a Linha John Galt. A linha começa a funcionar e completa sua primeira viagem com segurança. Hank e Dagny celebram o sucesso da linha na casa de Wyatt, agora um amigo. Naquela noite, Dagny e Hank ficam juntos. Na manhã seguinte, eles começam a investigar um protótipo abandonado de um motor avançado que pode revolucionar o mundo. Eles percebem a genialidade do criador do motor e procuram por ele. Durante a viagem, Dagny encontra e persegue o conhecido Dr. Hugh Akston, que está trabalhando como cozinheiro em uma lanchonete; ele entende quem Dagny está procurando e diz que ela nunca irá achá-lo.
Outra nova lei limita o frete por ferrovia e cria uma taxa especial sobre o Colorado. Quando Dagny ouve que os campos de petróleo de Wyatt estão pegando fogo, ela corre para a casa dele mas somente acha uma carta que diz "eu estou indo embora. Tomem. Isso é de vocês." O filme encerra com uma voz artificial declarando que ele está de greve.

## Elenco
- Taylor Schilling ... Dagny Taggart
- Grant Bowler ... Henry "Hank" Rearden
- Matthew Marsden ... James Taggart
- Graham Beckel ...  Ellis Wyatt
- Edi Gathegi ... Edwin "Eddie" Willers
- Jsu Garcia ... Francisco
- Michael Lerner ... Wesley Mouch